# Austrochthonius iguazuensis
Espèce
Austrochthonius iguazuensis est une espèce de pseudoscorpions de la famille des Chthoniidae.

## Distribution
Cette espèce est endémique du Paraná au Brésil.

## Étymologie
Son nom d'espèce, composé de iguazu et du suffixe latin -ensis, « qui vit dans, qui habite », lui a été donné en référence au lieu de sa découverte, les chutes d'Iguazú.

## Publication originale
- Vitali-di Castri, 1975 : Nuevos Austrochthonius sudamericanos (Pseudoscorpionida, Chthoniidae). Physis, Buenos Aires, vol. 34, p. 117-127.